# Vrbeštica
Vrbeštica en serbe latin et Vërbeshticë en albanais (en serbe cyrillique : Врбештица) est une localité du Kosovo située dans la commune/municipalité de Štrpce/Shtërpcë, district de Ferizaj/Uroševac (Kosovo) ou district de Kosovo (Serbie). Selon le recensement kosovar de 2011, elle compte 450 habitants, dont une majorité de Serbes.

## Démographie

### Évolution historique de la population dans la localité
| 1948 | 1953 | 1961  | 1971  | 1981 | 1991 | 2011 |
| ---- | ---- | ----- | ----- | ---- | ---- | ---- |
| 854  | 931  | 1 065 | 1 228 | 925  | 790  | 450  |

|  |